# Wilgot Olsson
Wilgot Alexander Olsson, född 21 februari 1906 i Göteborg, död 10 juli 1989, var en svensk målare tillhörande Göteborgskoloristerna.

## Konstnärskap
Olsson var son till gjutaren Alex Leonard Olsson och Vilhelmina Andersson. Han arbetade först som hamnarbetare i Göteborg men sjukdom gjorde det omöjligt för honom att fortsätta arbetet i hamnen. Han bestämde sig då för att bli konstnär och studerade konst för Sigfrid Ullman och Nils Nilsson på Valand 1935–1941 samt under studieresor till Frankrike, Italien, Tyskland och Spanien. 
Tillsammans med Einar Christiansson ställde han ut på Modern konst i hemmiljö i Stockholm 1944 och separat ställde han bland annat ut på Olsens konstsalong i Göteborg och på Lilla galleriet i Stockholm. Han medverkade i samlingsutställningar med Riksförbundet för bildande konst och ett flertal gånger på Liljevalchs konsthall i Stockholm. Han målade porträtt, puristiskt förenklade landskap, stilleben, naturstudier med mera i rena, fint nyanserade färgplan. Mjuka färger bildar hela ytor med mörka konturer. Hans senare landskapsmålningar har ofta ett intensivare koloristiskt uttryck. Motiv från Göteborgs hamn återkommer ofta i hans produktion.
Wilgot Olsson är begravd på Västra kyrkogården i Göteborg.

## Representation
Olssons verk finns representerade på bland annat Moderna Museet i Stockholm, Göteborgs konstmuseum, Göteborgs Historiska museum, Kalmar konstmuseum  och Borås konstmuseum.